# Рис-Дэвидс, Томас Уильям
Томас Уильям Рис-Дэвидс (англ. Thomas William Rhys Davids, 12 мая 1843 — 27 декабря 1922) — английский востоковед и буддолог.

## Биография
Родился в Англии, городе Колчестер, графства Эссекс, старший сын министра Уэльской Конгрегации, который любил называться Епископом Эссекса. Его мать, англичанка, которая умерла в возрасте 37 лет во время очередных родов, создала Воскресную школу в его отцовской церкви.
Выбрав карьеру гражданского служащего, Рис-Дэвидс изучал санскрит у Адольфа Штенцлера, который был выдающимся ученым в Университете Вроцлава (до 1945 года — Бреславль). Он зарабатывал деньги в Бреславле, давая уроки английского. Рис-Дэвидс возвратился в Англию в 1863 году, и после прохождения экзаменов служащего гражданской службы, был отправлен на Цейлон. Как перед магистратом города Галле, перед ним возникали случаи, касающиеся вопросов религиозного права.
В 1871 году он был назначен помощником губернатора области Нуваракалавия, где город Анурадхапура был административным центром. Губернатором был сэр Геркулес Робинсон, который основал Археологическую Комиссию в 1868 году.
Рис-Дэвидс увлекся раскопками древнего сингальского города Анурадхапура, который был покинут жителями после того как был разрушен и сожжен в результате вторжения в 993 н. э. на остров войск могучего индийского государства Чола. Он начал собирать надписи и рукописи, и в 1870—1872 годах написал о них серию статей для журнала Цейлонского филиала Королевского Азиатского Общества. Он изучил местный язык и проводил время с людьми.
Карьере гражданского служащего Риса-Дэвидса и его пребыванию на Шри-Ланке наступил внезапный конец. Личные разногласия с его начальником, повлёкшие формальное судебное расследование, и увольнение Рис-Дэвидса за дурное поведение. Впоследствии было выявлено множество мелких нарушений в ведении расследования, а также некоторое недовольство относительно штрафов неправильно взысканных как с имущества Рис-Дэвидса так и его служащих.
Затем он учился на юридическом факультете и временами занимался адвокатской практикой, хотя он продолжает публиковать статьи о Шри-Ланке, надписях и переводах, в частности, в монументальном труде Макса Мюллера «Священные книги Востока». В 1881 году в Великобритании основал Общество палийских текстов, просветительскую организацию буддийской направленности.
С 1882 по 1904 годы, Рис-Дэвидс был профессором пали в Университете Лондона, на должности, которая не приносила какое-либо фиксированное жалованье кроме гонораров за лекции. В 1905 году он возглавил кафедру сравнительного религиоведения в Университете Манчестера.
Рис-Дэвидс пытался выдвинуть стипендию для изучения буддизма тхеравады и пали в Англии. Он активно убеждал правительство (совместно с Азиатским Обществом Великобритании) увеличить финансирование исследований языков и литературы Индии, используя множество аргументов относительно того, как можно усилить позиции Англии в Индии.
Он давал «Исторические лекции» и писал работы, продвигающие расовую теорию общей «арийской» этнической принадлежности между жителями Англии, Шри-Ланки, и всеми предками Будды с древних времен. Они были сопоставимы с расовыми теориями Макса Мюллера, но были использованы для других целей.
В 1894 году Рис-Дэвидс вступил в брак с Каролиной Августой Фоли, известной исследовательницей пали. Однако, в отличие от своей жены, Рис-Дэвидс был критиком и оппонентом теософии. У них было трое детей. Старшая, Вивьен, принимала участие в движении девочек-скаутов и дружила с Робертом Баден-Пауэллом. Единственный сын, Артур Рис-Дэвидс, был лётчиком-истребителем Королевских ВВС, погиб в Первой мировой войне.

## Основные сочинения
- Rhys Davids T. W. On the ancient coins and measures of Ceylon: With a discussion of the Ceylon date of the Buddha’s death. — L.: Trübner & Co, 1877. — 80 p. — (The International Numismata Orientalia).
- Rhys Davids T. W. Buddhist birth-stories; Jataka tales / The commentarial introd. entitled Nidāna-kathā; the story of the lineage. Translated from V. Fausböll's ed. of the Pali text. New and rev. ed. — L.: G. Routledge, [1878]. — 282 p.; — L.: Trübner & Co, 1880. — 496 p..
- Rhys Davids T. W. Lectures on the origin and growth of religion as illustrated by some points in the history of Indian Buddhism. — L.: Williams and Norgate, 1881. — 292 p.
- Rhys Davids T. W. The Yogavacara’s manual of Indian mysticism as practised by Buddhists. — L.: H. Frowde; Pali Text Society, 1896. — 153 p.
- Rhys Davids T. W. Buddhist India. — N.Y.: G. P. Putnam’s Sons, 1903. — 380 p.
- Rhys Davids T. W. Buddhism Its History And Literature. — 2d ed. — N.Y.: G.P. Putnam’s Sons, 1907. — 246 p.
- Rhys Davids T. W. Early Buddhism. — L.: Constable & Co, 1910. — 110 p.
- Rhys Davids T. W., Stede, William. The Pali Text Society’s Pali-English Dictionary. — Chipstead: Pali Text Society, 1921. — 808 p. — (Search inside the Pali-English Dictionary, University of Chicago)

переводы
- [ Rhys Davids T. W. ] The Jātaka, together with its commentary, being tales of the anterior births of Gotama Buddha [: 7 vol.], 1877—1897
- [ Rhys Davids T. W. ] Buddhist Suttas [: Mahâ-Parinibbâna-Suttanta: The Book of the Great Decease; Dhamma-Kakka-Ppavattana Sutta: Foundation of the Kingdon of Righteousness; Tevigga-Suttanta: On Knowledge of the Vedas; Âkankheyya Sutta: If He Should Desire; Ketokhila-Sutta: Barreness And Bondage; Mahâ-Sudassana Sutta: Legend of the Great King of Glory; Sabbasâva Sutta: All the Âsavas; The Mahâ-parinibbâna Suttanta; The Dhamma-kakka-ppavattana Sutta; The Tevigga Suttanta; The Âkankheyya Sutta; The Ketokhila Sutta; The Mahâ-Sudassana Suttanta; The Sabbâsava Sutta]. Oxford: Clarendon Press, 1881. — 406 p. — (The Sacred Books of the East [ / ed. Max F. Müller ]; Vol. XI)
- [ Rhys Davids T. W.; Oldenberg, Hermann ] Vinaya Texts [: 3 vol.]. — Oxford: Clarendon Press, 1881-85. — Part I: Pâtimokkha, Mahāvagga I—IV]; Part II: Mahāvagga V—X, Kullavagga I—III; Part III: Kullavagga IV—XII. — 449; 505; 493 p. — (Sacred Books of the East; Volumes XIII, XVII & XX). — Reprint: New Delhi: Motilal Banarsidass, 1980. — ISBN 8120801016, ISBN 9788120801011
- [ Rhys Davids T. W. ] Questions of King Milind [: 2 Parts]. — Oxford: Clarendon Press, 1890-94. — Vol. 1., Vol. 2 — 440; p.— (Sacred Books of the East; Volumes XXXV & XXXVI). — Reprint: New Delhi: Motilal Banarsidass, 1980. — ISBN 8120801016, ISBN 9788120801011
- [ Rhys Davids T. W, Rhys Davids C. A. ] Dialogues of the Buddha [: 3 vol.] — Oxford University Press, 1899; 1910; 1921. — Part 1, Part 2, Part 3. — 376; 406; 304 p. — (Sacred Books of the Buddhists [/ ed. Max F. Müller ]; Volumes II, III & IV). — Reprint: New Delhi: Motilal Banarsidass, 2000. — ISBN 9788120816688, ISBN 8120816684

статьи
- Rhys Davids T. W. The Sects of the Buddhists // Journal of the Royal Asiatic Society. — 1891. — Volume 13. — P.409-422.
- Rhys Davids T. W. Buddhism // The message of the world’s religions [: Judaism, Buddhism, Confucianism, Mohammedanism, Brahmaism, Christianity]. — N.Y.; L.; Bombay: Longmans, Green and Co, 1898. — 146 p.— P.23-40.
- Rhys Davids T. W. Asoka and the Buddha-relics // Journal of the Royal Asiatic Society. — 1901. — Р.397-410.

## Издания на русском языке
- Рис-Дэвидс [Т. В.] Буддизм / Перевод с англ. О. П. Семёновой. Под редакцией проф. С. Ф. Ольденбурга. — СПб.: Книжный магазин и контора изданий О. Н. Поповой, 1899. — 2, VIII, 122 с. — (Образовательная б-ка (1898). Серия 2. № 8.)
- Рис-Дэвидс Т. В. Буддизм: Очерк жизни и учений Гаутамы Будды / Пер. с 18-го англ. изд. М. Э. Гюнсбурга. — СПб.: Издательство В. И. Губинского, 1901. — 256 с.; 20. — 2-е изд.: 1906.

- Буддийские сутты [: «Основание Царства Праведности», «Книга Великой Кончины», «О зле», «О познании вед», «Бесплодие и узы», «Если хочет», «Великий Царь Царей»] / В переводе с пали проф. [ Т. В. ] Рис-Дэвидса, с примечаниями и вступительной статьей. Русский перевод и предисловие Н. И. Герасимова. — М.: Типо-литография Товарищества Кушнерев и К°, 1900. — [6], 203 с.; 22. — (Восточная библиотека; Т. 2)[7].